# This Is Noise
This Is Noise (с англ. — «Это — шум») — мини-альбом американской рок-группы Rise Against, издан 3 июля 2007 в Канаде, затем, 15 января 2008 года, он стал доступен на iTunes. В европейских странах — Германии, Великобритании, Италии и Швейцарии релиз состоялся 7 апреля 2008. В Австрии — 11 апреля. Европейская версия отличается обложкой и песнями.
По мнению критика сайта Sputnikmusic, мини-альбом может заинтересовать лишь истинных фанатов Rise Against, желающих собрать полную дискографию группы.

## Список композиций
| №  | Название                                  | Длительность |
| -- | ----------------------------------------- | ------------ |
| 1. | «Boy's No Good» (Кавер на Lifetime)       | 1:18         |
| 2. | «Fix Me» (Кавер на Black Flag)            | 0:54         |
| 3. | «Obstructed View»                         | 2:02         |
| 4. | «But Tonight We Dance»                    | 2:47         |
| 5. | «Nervous Breakdown» (Кавер на Black Flag) | 2:07         |

| №  | Название                                          | Длительность |
| -- | ------------------------------------------------- | ------------ |
| 1. | «Obstructed View»                                 | 2:02         |
| 2. | «But Tonight We Dance»                            | 2:47         |
| 3. | «Like the Angel» (Живьём на Warped Tour 2006)     | 3:08         |
| 4. | «State of the Union» (Живьём на Warped Tour 2006) | 2:39         |
| 5. | «Everchanging» (Акустическая версия)              | 4:21         |
| 6. | «Minor Threat» (Кавер на Minor Threat - живьём)   | 1:41         |
| 7. | «Nervous Breakdown» (Кавер на Black Flag)         | 2:07         |